# Siebengebirge
Siebengebirge (Șapte munți) sunt munți care au cca 40 de vârfuri, aparțin grupei Mittelgebirge și sunt situați pe valea Rinului, în apropierea orașelor  Königswinter și Bad Honnef, la sud-est de Bonn.
Aceștia au origine vulcanică, formându-se în perioada oligocenă, cu 2,5 milioane de ani în urmă. Ultima lor activitate vulcanică a avut loc în miocen, perioadă în care s-a format „Petersberg”.
Cea mai parte a munților este declarată parc național și reprezintă unul cele mai vechi parcuri naționale din Germania.

### „Cei șapte munți”
- Großer Ölberg (altitudinea de 460.1 m deasupra n.m.)
- Löwenburg (altitudinea de 455.0 m deasupra n.m.)
- Lohrberg (altitudinea de 435.67 m deasupra n.m.)
- Nonnenstromberg (altitudinea de 335.3 m deasupra n.m.)
- Petersberg (altitudinea de 331.1 m deasupra n.m., nume din evul mediu Stromberg, cu hotel)
- Wolkenburg (altitudinea de 324.0 m deasupra n.m.)
- Drachenfels (altitudinea de 320.6 m deasupra n.m.)

### Alte vârfuri
- Trenkeberg (altitudinea de 430 m deasupra n.m.)
- Broderkonsberg (altitudinea de 378 m deasupra n.m.)
- Scheerkopf (altitudinea de 373 m deasupra n.m.)

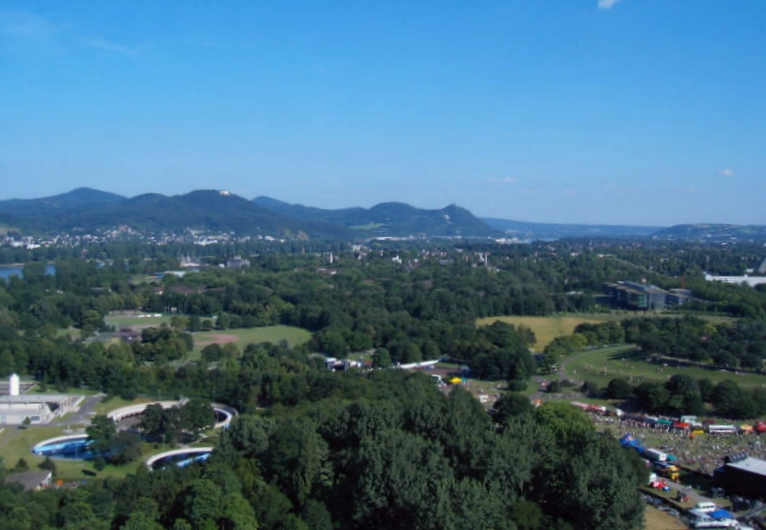
Vedere din aer Siebengebirge cu Bonn, parculRheinauen

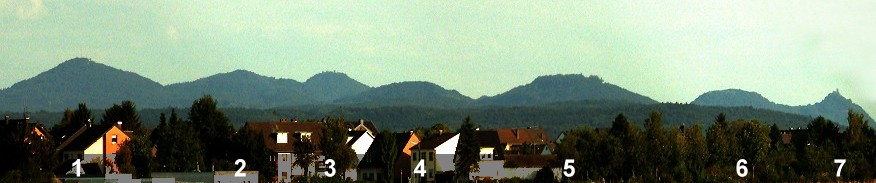
Siebengebirge din nord-vest: 1: Oelberg. 2: Lohrberg. 3: Löwenburg. 4: Nonnenstromberg. 5: Petersberg. 6: Wolkenburg 7: Drachenfels

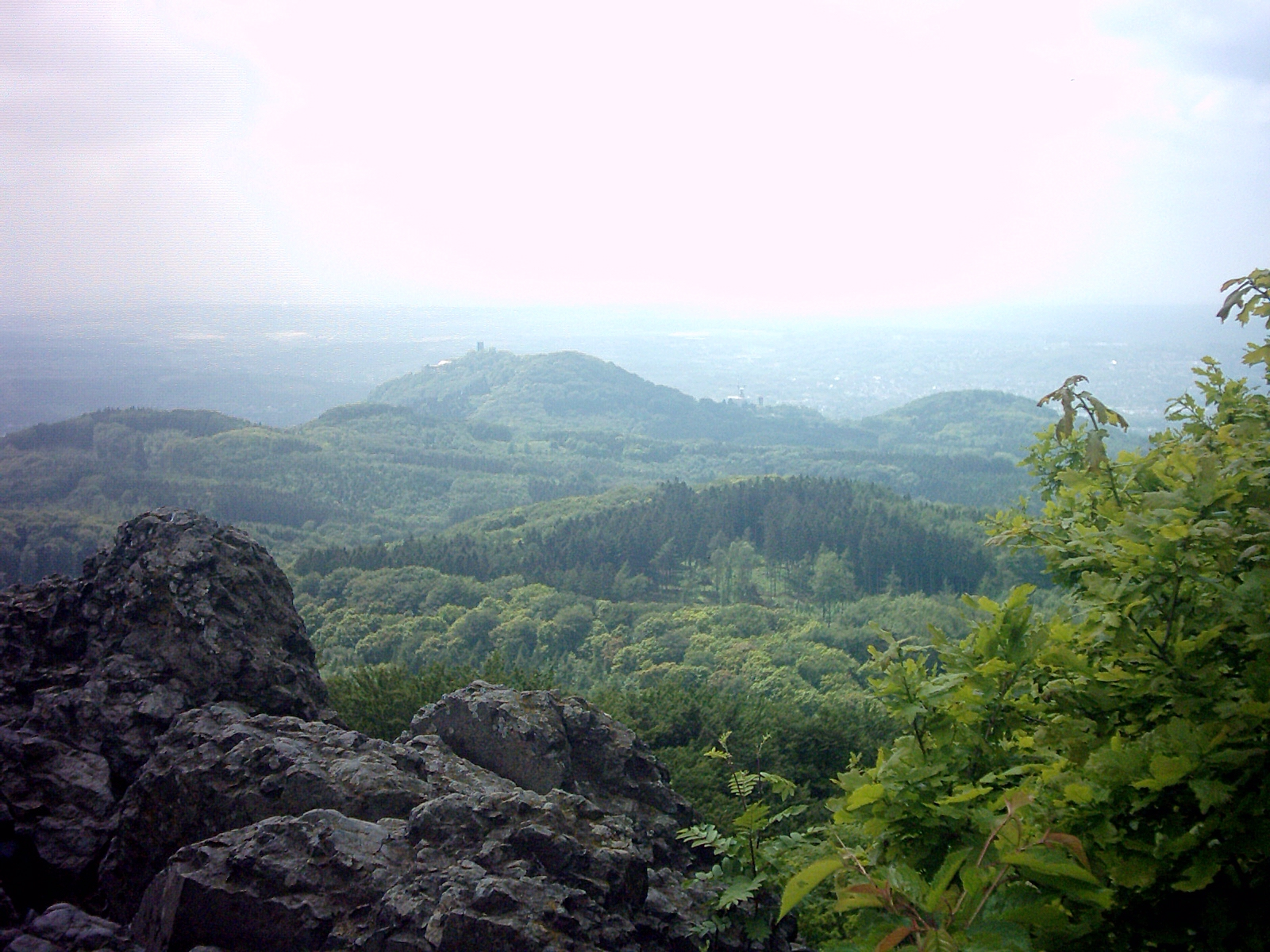
Vedere Siebengebirge de pe Ölberg

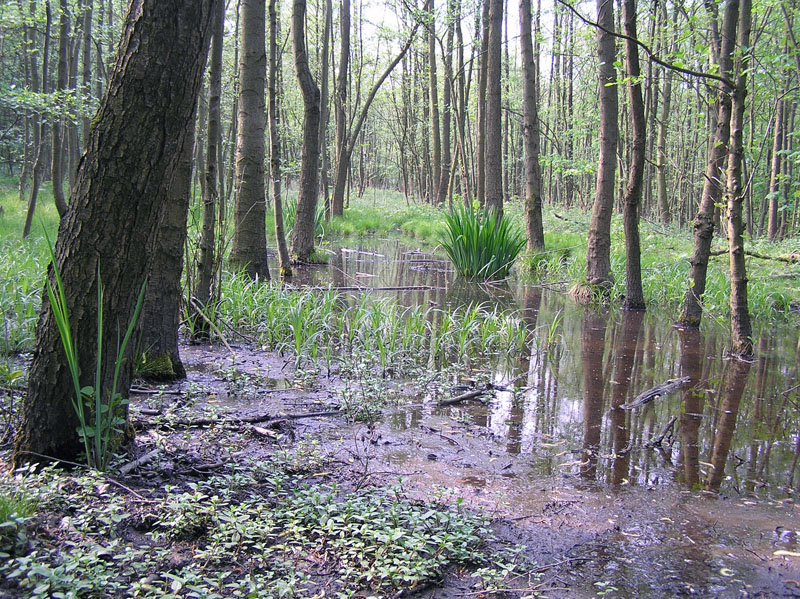
Ennert

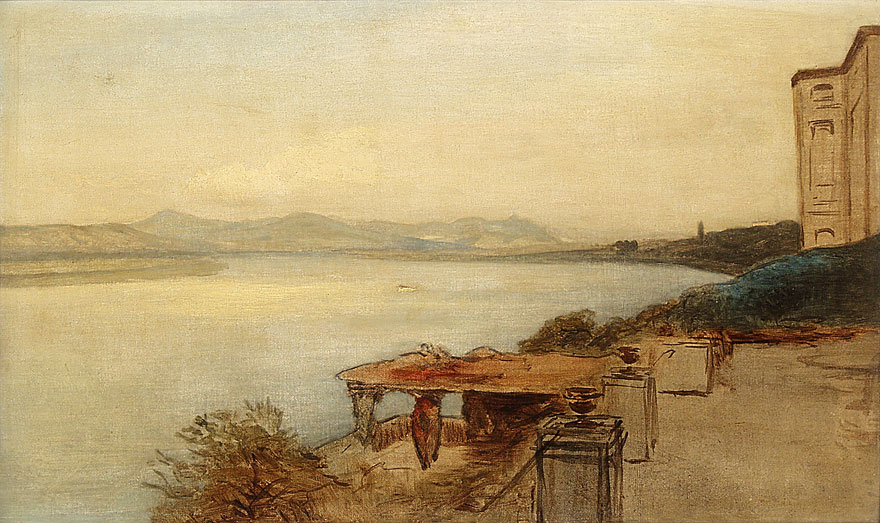
„Vedere Siebengebirge“, de Albert Flamm

- Himmerich („Riesenschiss“, altitudinea de 366 m deasupra n.m.)
- Leyberg (altitudinea de 358.9 m deasupra n.m.)
- Mittelberg (altitudinea de 353 m deasupra n.m.)
- Wasserfall (altitudinea de 338 m deasupra n.m.)
- Kleiner Ölberg (altitudinea de 331.7 m deasupra n.m.)
- Ölender (altitudinea de 329.2 m deasupra n.m.)
- Geisberg (altitudinea de 324 m deasupra n.m.)
- Rosenau (altitudinea de 323 m deasupra n.m.)
- Jungfernhardt (altitudinea de 320 m deasupra n.m.)
- Fritscheshardt (altitudinea de 318 m deasupra n.m.)
- Großer Breiberg (altitudinea de 313 m deasupra n.m.)
- Schallenberg (altitudinea de 310 m deasupra n.m.)
- Heideschottberg (altitudinea de 306 m deasupra n.m.)
- Birkig (altitudinea de 305 m deasupra n.m.)
- Weilberg (altitudinea de 247 m deasupra n.m.;
- Kleiner Breiberg (altitudinea de 288.1 m deasupra n.m.)
- Stenzelberg (ehemaliger Kletterberg; altitudinea de 287 m deasupra n.m.)

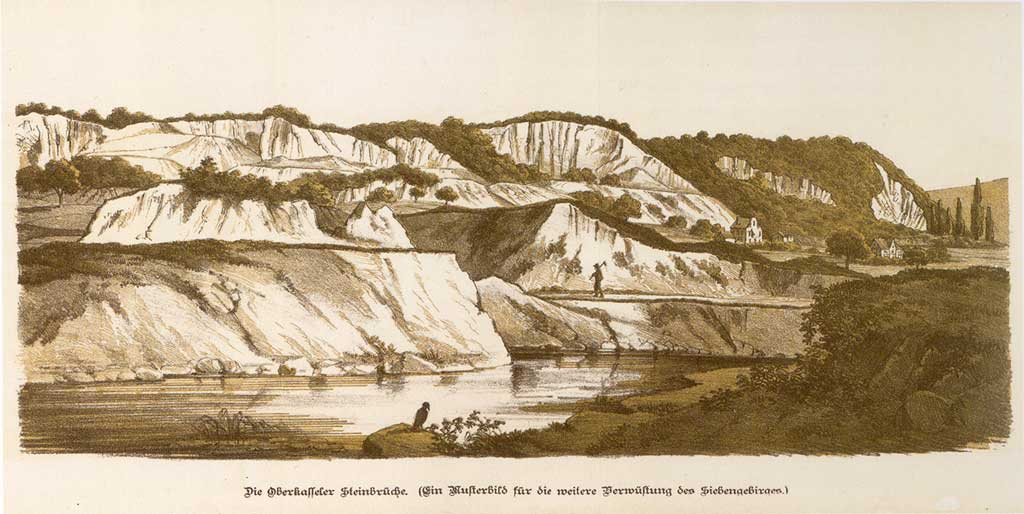
Cariera din Oberkassel.

- Hardt (altitudinea de 278.0 m deasupra n.m.)
- Remscheid (altitudinea de 261 m deasupra n.m.)
- Hirschberg (altitudinea de 255.9 m deasupra n.m.)
- Dollendorfer Hardt (altitudinea de 246 m deasupra n.m.)
- Paffelsberg (altitudinea de 194.8 m deasupra n.m.)
- Kuckstein (altitudinea de 190.4 m deasupra n.m.)
- Zickelburg (altitudinea de 182 m deasupra n.m.)
- Rabenlay (altitudinea de 180 m deasupra n.m.)
- Röckesberg (altitudinea de 165 m deasupra n.m.)
- Ennert (altitudinea de 151.3 m deasupra n.m.)
- Bolvershahn

- Erpenstalskopf
- Falkenberg
- Hardberg
- Juffernberg
- Korferberg
- Kutzenberg
- Limperichsberg
- Merkenshöhe
- Poßberg
- Scharfenberg
- Wingsberg

## Siebengebirge în prezent
Este o regiune deluroasă împădurită, parcul național se întinde pe o suprafață de 4800 ha, având cca. 200 de km căi de drumeție amenajate. Regiunea aparține din punct de vedere administrativ orașelor Bad Honnef și Bonn ca și unor proprietari particulari. Siebengebirge este o regiune destinată odihnei și turismului cu hoteluri și cetăți numeroase (Castelul Drachenburg), regiune unde agricultura, viticultura și exploatarea lemnului se practică după anumite reguli stabilite.